# بوشبكة
بوشبكة مدينة الجمهورية التونسية، تقع في معتمدية فريانة في ولاية القصرين على الحدود التونسية الجزائرية. يبلغ عدد سكانها 2728 ساكن حسب إحصائيات سنة 2004.

## مواضيع ذات علاقة
- ولاية القصرين
- معتمدية فريانة